# Музей історії Львівської залізниці
Музей історії Львівської залізниці — профільний музейний заклад у Львові, що  презентує розвиток залізничного транстпорту. Музей заснований у в 1973 році. На той час це був перший  музей залізниці в Україні. З 2001 року музей переведено до Палацу науки і техніки локомотивного депо Львів-Захід на вул. Федьковича 54-56.
На виставці представлено розвиток залізничної мережі Галичини, Волині, Буковини та Карпат за часів Австро-Угорської імперії, Другої польської республіки, СРСР та за часів незалежної України. У ньому представлено історію залізниць Європи, будівництво ліній, зокрема Галицька залізниця імені Карла Людвіга, що сполучав Краків з Перемишлем і Львовом, вокзал, реконструкцію інфраструктури після I та II світових воєн.
В експозиції музею представлені унікальні адміністративні документи, фотографії, макети, спорядження, інструменти та уніформа залізничників різних епох. Гордістю музею є альбом «Колія Володимир-Волинський — Сокаль» 1916 року видання, тримовні пасажирські квитки 1918—1921 років, лічильна машина «Коптомір», який використовувався до 1939 року.